# Kent Bernard
Pour les articles homonymes, voir Bernard.
Kent Bede Bernard  (né le 27 mai 1942 à Port-d'Espagne (Antilles britanniques) et mort le 19 février 2025) est un athlète trinidadien spécialiste du 400 mètres. 

## Carrière
Licencié aux Wolverines du Michigan, Kent Bernard mesure 1,85 m pour 77 kg.

## Palmarès
| Date | Compétition                                     | Lieu      | Résultat | Performance |               |
| ---- | ----------------------------------------------- | --------- | -------- | ----------- | ------------- |
| 1964 | Jeux olympiques d'été                           | Tokyo     | 3e       | 4 × 400 m   | 3 min 01 s 7  |
| 1966 | Jeux de l'Empire britannique et du Commonwealth | Kingston  | 2e       | 440 yards   | 46 s 1        |
| 1966 | Jeux de l'Empire britannique et du Commonwealth | Kingston  | 1er      | 4 × 400 m   | 3 min 02 s 8  |
| 1970 | Jeux du Commonwealth britannique                | Édimbourg | 2e       | 4 × 400 m   | 3 min 05 s 4  |
| 1971 | Jeux panaméricains                              | Cali      | 3e       | 4 × 400 m   | 3 min 04 s 58 |
| 1971 | Jeux panaméricains                              | Cali      | 7e       | 400 mètres  |               |

## Records
| Épreuve    | Performance | Lieu | Date |
| ---------- | ----------- | ---- | ---- |
| 400 mètres | 45 s 80     |      | 1966 |